# Villeblevin
Villeblevin (wym. [vilbləvɛ̃]) – miejscowość i gmina we Francji, w regionie Burgundia-Franche-Comté, w departamencie Yonne.
Według danych na rok 1990 gminę zamieszkiwało 1340 osób, a gęstość zaludnienia wynosiła 182 osoby/km² (wśród 2044 gmin Burgundii Villeblevin plasuje się na 169. miejscu pod względem liczby ludności, natomiast pod względem powierzchni na miejscu 1088). W Villeblevin zginął w wypadku samochodowym 4 stycznia 1960 roku pisarz Albert Camus.